# Sundara mianiensis
Sundara mianiensis är en insektsart som först beskrevs av M. Firoz Ahmed 1971.  Sundara mianiensis ingår i släktet Sundara och familjen dvärgstritar. Inga underarter finns listade i Catalogue of Life.